# Samuela Comola
Samuela Comola (n. 30 aprilie 1998, Aoste, Valle d'Aosta, Italia) este o biatlonistă ce a reprezentat Italia. A participat la o ediție a Jocurilor Olimpice (2022).